# Jabulani Linje
Jabulani Linje, né le 7 novembre 1994, est un footballeur malawite.

## Biographie
Le 10 juin 2017, il fait ses débuts avec l'équipe nationale malawite contre l'équipe des Comores. Il compte 7 sélections en équipe nationale du Malawi.

## Statistiques
| Équipe du Malawi | Équipe du Malawi | Équipe du Malawi |
| Année            | Matchs           | Buts             |
| ---------------- | ---------------- | ---------------- |
| 2017             | 4                | 0                |
| 2018             | 3                | 0                |
| Total            | 7                | 0                |